# Autanthema diversicolor
Autanthema diversicolor är en fjärilsart som beskrevs av W. Warren 1912. Autanthema diversicolor ingår i släktet Autanthema och familjen trågspinnare. Inga underarter finns listade i Catalogue of Life.